# فيندلاي براون
فيندلاي براون (بالإنجليزية: Findlay Brown)‏ هو مغني بريطاني، ولد في 1980 في يورك في المملكة المتحدة.

## وصلات خارجية
- فيندلاي براون على موقع ميوزك برينز (الإنجليزية)
- فيندلاي براون على موقع أول ميوزيك (الإنجليزية)
- فيندلاي براون على موقع ديسكوغز (الإنجليزية)